# Walerija Diemidowa
Walerija Władimirowna Diemidowa (ros. Валерия Владимировна Демидова; ur. 3 marca 2000) – rosyjska narciarka dowolna, specjalizująca się w halfpipe'ie. Pierwszy sukces w karierze osiągnęła w 2015 roku, kiedy na mistrzostwach świata juniorów w Valmalenco zdobyła srebrny medal. Podczas rozgrywanych dwa lata później mistrzostw świata juniorów w Crans-Montana była trzecia. W Pucharze Świata zadebiutowała 4 lutego 2017 roku w Mammoth Mountain, zajmując 22. miejsce. Tym samym już w swoim debiucie wywalczyła pierwsze pucharowe punkty. Na podium zawodów tego cyklu po raz pierwszy stanęła 22 grudnia 2017 roku w Secret Garden, kończąc rywalizację na trzeciej pozycji. W zawodach tych wyprzedziły ją jedynie Chinka Zhang Kexin i Yurie Watabe z Japonii. W 2017 roku wystąpiła na mistrzostwach świata w Sierra Nevada, gdzie była dwunasta. Rok później zajęła szóste miejsce podczas igrzysk olimpijskich w Pjongczangu. We wrześniu 2018 roku zdobyła kolejny srebrny medal w halfpipie podczas mistrzostw świata juniorów w Cardronie. W Pucharze Świata w sezonie 2019/2020 wywalczyła małą kryształową kulę za zwycięstwo w klasyfikacji halfpipe'a.

## Osiągnięcia

### Igrzyska olimpijskie
| Miejsce | Dzień     | Rok  | Miejscowość | Konkurencja | Zwyciężczyni  |
| ------- | --------- | ---- | ----------- | ----------- | ------------- |
| 6.      | 20 lutego | 2018 | Pjongczang  | Halfpipe    | Cassie Sharpe |

### Mistrzostwa świata
| Miejsce | Dzień    | Rok  | Miejscowość   | Konkurencja | Zwyciężczyni  |
| ------- | -------- | ---- | ------------- | ----------- | ------------- |
| 12.     | 18 marca | 2017 | Sierra Nevada | Halfpipe    | Ayana Onozuka |
| 7.      | 12 marca | 2021 | Aspen         | Halfpipe    | Eileen Gu     |

### Puchar Świata

#### Miejsca w klasyfikacji generalnej
- sezon 2016/2017: 123.
- sezon 2017/2018: 39.
- sezon 2018/2019: –
- sezon 2019/2020: 4.

Od sezonu 2020/2021 klasyfikacja generalna została zastąpiona przez klasyfikację Park & Pipe (OPP), łączącą slopestyle, halfpipe oraz big air.
- sezon 2020/2021: 27.

#### Miejsca na podium
1. Secret Garden – 22 grudnia 2017 (halfpipe) – 3. miejsce
2. Cardrona – 7 września 2019 (halfpipe) – 3. miejsce
3. Secret Garden – 21 grudnia 2019 (halfpipe) – 1. miejsce
4. Mammoth Mountain – 1 lutego 2020 (halfpipe) – 2. miejsce
5. Calgary – 14 lutego 2020 (halfpipe) – 3. miejsce